# Nemzeti Kamara Színház
A Nemzeti Kamara Színház 2002-ben alakult meg, és Usztics Mátyás 2017-ben bekövetkezett halálával szűnt meg. Szellemiségét az Új Nemzeti Kamara Színház viszi tovább, amely azonban nem jogutódja a korábbinak.

## Története
A Nemzeti Kamara Színház 2002 szeptemberében kezdte meg működését, bemutatóját 2002. november 8-án tartotta a Kiskőrösi Petőfi Sándor Művelődési Házban, Ki kérdezett? című nyitóelőadással. Az összeállítás, magyar szerzők műveiből készült, mivel a színház nagy hangsúlyt fektetett arra, hogy az előadások mindenkor magyar szerzők műveit szólaltassák meg. Süt a nap címmel, szinte ezzel egy időben gyermekműsorát is bemutatta a színház, amely interaktív játék a gyermekekkel.
A színház társulatához tartozott Meggyes Kriszta, Pelsőczy László, Herman Gréta, Lőrincz Levente, Seszták Szidónia, Mettler S. Emese és Veres Veronika.

### Fontosabb bemutatói[4][5]
2003
- A Négyszögletű Kerek Erdő - Lázár Ervin művének feldolgozása
- Perújítás - Adjátok vissza a hegyeimet! - zenés irodalmi összeállítás

2004
- - Egy estém otthon - középpontban a család, költőóriásaink e témára írott
- verseivel
- Petőfi nem alkuszik – zenés irodalmi összeállítás a költő életéről
- A húsdaráló - Polgár András drámája az '50-es évek Magyarországán

2007
- Záróra nincs! - zenés kávéházi kabaré, két részben
- Két kortárs író egyfelvonásos művei
- Thész János: Kötéltánc
- Váradi Nagy Bella: Holnap kedd van

2008
- A pesti beteg - Polgár András kórházi komédiája, két részben
- Szép Ernő: Május
- Molnár Ferenc: Ibolya

2009
- Kocsonya Mihály házassága – vásári komédia két részben

2010
- Tánc-Képes-Krónika – a magyarság történelmének zenés irodalmi feldolgozása
- Egyszer volt – mese-összeállítás magyar költők verseiből

2011
- Túl a vízen – meseválogatás magyar és csángóföldi népmesékből

2016
- A száműzött fejedelem – Zágontól Rodostóig (A Rákóczi-emlékév tiszteletére)

A száműzött fejedelem című darabbal öt turnén vett részt a színház Felvidéken, napi két előadással.

## Új Nemzeti Kamara Színház
Usztics Mátyás halálával a színház stabil helyzete és állomáshelye megszűnt, azonban lehetőség nyílt új néven folytatni azt, amit létrehozott: a kellékek és a művészek ugyanis rendelkezésre áll minden a folytatásra. A társulat is együtt van (tíz színész, három fő
műszaki és egy-egy fő rendező és adminisztratív személy). A színház további működése a Nemzeti Kamara Színház egyetlen örökös tagjára, társ-alapítójára, társulatvezetőjére: Pelsőczy Lászlóra hárult.